# Moscheea Al Saleh
Moscheea Al Saleh (arabă جَامِع ٱلصَّالِح, transliterat: Jāmiʿ Aṣ-Ṣāliḥ) este o moschee modernă din Sana'a, cea mai mare moschee din Yemen. Se află la periferia sudică a orașului, la sud de Maternitatea Al Sabeen. A fost inaugurată în noiembrie 2008 de președintele yemenit Ali Abdullah Saleh. Moscheea, cu o suprafață de 27.300 de metri pătrați, are o sală centrală cu o suprafață de 13.596  de metri pătrați și o capacitate de 44.000 de persoane. Costul de construcție s-a ridicat la aproape 60 de milioane de dolari americani.
Deschisă pentru non-musulmani, moscheea este frecventată de turiști și promovează islamul moderat. Măsurile de securitate includ poliția și câinii care pot adulmeca prezența bombelor. 
După sciziunea dintre Houthis și Saleh din decembrie 2017, care s-a încheiat cu moartea președintelui Ali Abdullah Saleh, autoritățile conduse de Houthis au decis să redenumească moscheea în „Moscheea Poporului”.

## Istoria

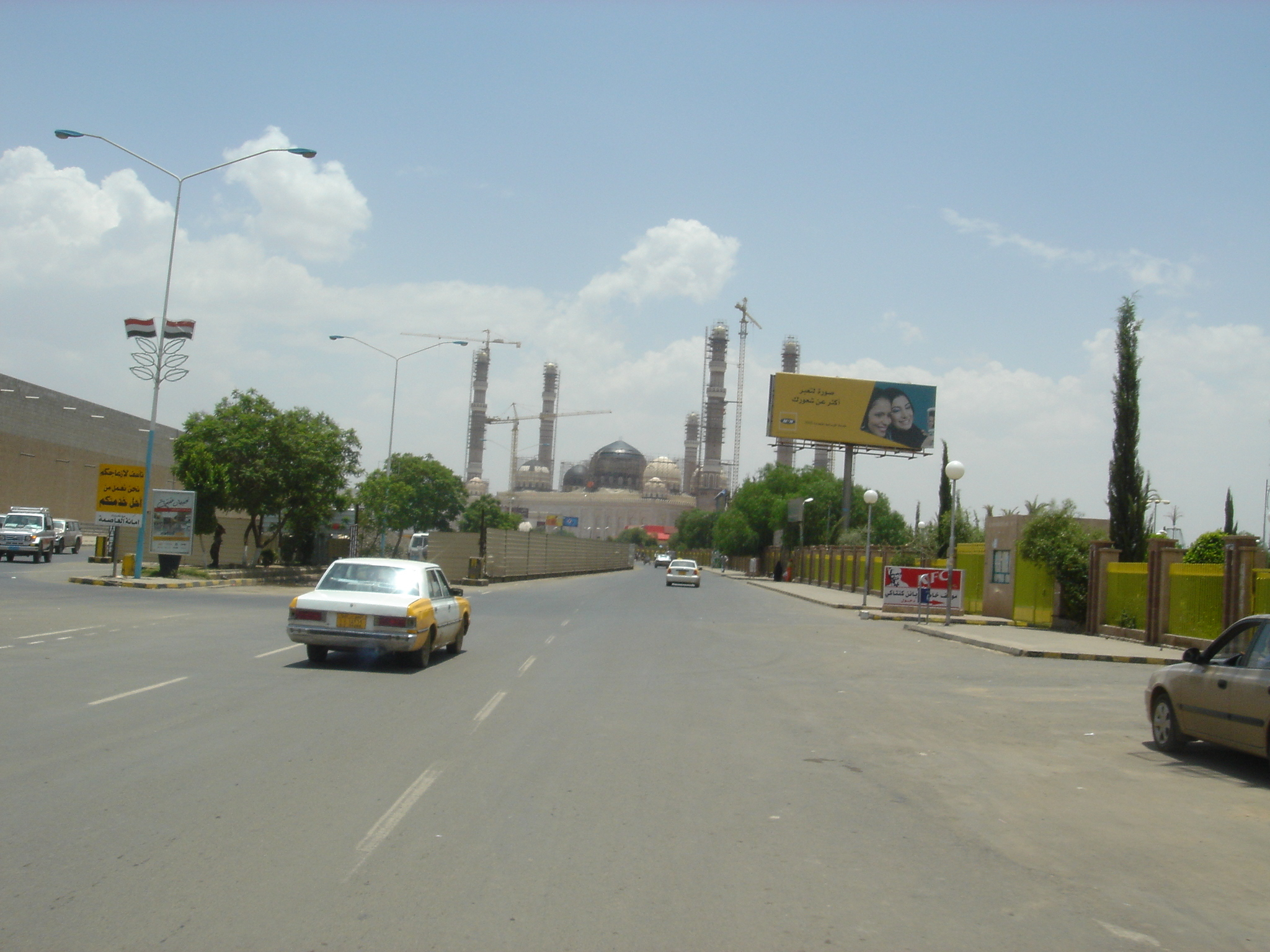
Moscheea în construcție, 2007

Saleh a fost criticat în 2008 pentru întreprinderea unui proiect atât de măreț, când țara suferea din cauza unor probleme socio-economice. În timpul construcției sale au avut loc mai multe accidente. Minaretele s-au prăbușit de mai multe ori, provocând mai multe decese. După aceste întâmplări, în acest loc au fost construite colegiul islamic și grădina de lângă moschee. De asemenea, se menționează că Hayel Said, un om de afaceri local, a fost amenințat cu represalii și cu anularea licențelor sale de afaceri dacă nu va plăti pentru construirea moscheii.
Moscheea a fost locul luptelor în timpul conflictului dintre Houthis și forțele pro-Saleh din decembrie 2017. La vremea respectivă, în Sana'a circulau zvonuri conform cărora susținătorii lui Houthis intenționau să revopsească în verde cupola moscheii.
Moscheea Saleh apare pe fața bancnotei de 250 de riali yemeniți din 2007.

## Arhitectură
Moscheea a fost construită din diferite tipuri de piatră, inclusiv pietre de bazalt negru, precum și calcar roșu, alb și negru. Clădirea este comparată prin frumusețea și eleganța sa arhitecturală cu Masjid al-Haram din Mecca. A fost construită ca o combinație a „arhitecturii yemenite și a stilurilor islamice”, pe pereți fiind înscrise multe versete din Coran. Aspectul este denumit „arhitectură himiarită”.
Clădirea are acoperișuri din lemn și șapte cupole ornamentale. Pe acoperișul principal sunt cinci cupole, cea principală având 27,4 metri în diametru și o înălțime de 39,6 metri deasupra acoperișului moscheii. Celelalte patru cupole măsoară 15,6 metri  în diametru cu înălțimea de 20,35 metri deasupra nivelului acoperișului moscheii. Ferestrele dotate cu vitralii sunt denumite local qamariyah. Din cele cincisprezece uși din lemn, zece sunt situate pe laturile de est și de vest, iar cinci se deschid spre sud, unde se află colegiul islamic și zonele de abluțiune. Ușile au 22,86 metri în înălțime și includ modele de cupru gravate. Patru dintre cele șase minarete au 160 de metri înălțime.
Spațiul interior are 24 de metri înălțime de la podea la tavan. Mocheta de pluș conține modele complexe, iar candelabrele uriașe au modele colorate și motive florale. Clădirea cu trei etaje care include Colegiul Coranului conține biblioteci și peste 24 de săli de clasă, având suficient spațiu pentru a găzdui 600 de elevi. Trei camere mari sunt special destinate femeilor; o sală mică poate găzdui 2.000 de femei.

Moscheea are un sistem modern de aer condiționat și de acustică, precum și măsuri avansate de securitate, inclusiv câini care pot adulmeca bombe. Clădirea rămâne iluminată toată noaptea. Thorn Lighting International, prin distribuitorul său Al Zaghir, a fost contractantul sistemului de iluminat. Diah International a fost subcontractant pentru inginerie civilă și mecanică; Sodaco Engineering & Contracting a furnizat, de asemenea, servicii pentru construcția clădirii. 

## Amplasare
Situată aproape de palatul prezidențial, moscheea este amplasată în Piața Al-Sabeen, care este cea mai mare piață de paradă a țării. Moscheea a fost construită pe o suprafață mare de teren achiziționată de la Beit Zuhra, descendent dintr-o familie cunoscută pe plan local; se spune că atunci când Zuhra a refuzat să vândă pământul la un preț scăzut, fiul său cel mai mare a fost răpit pentru răscumpărare și eliberat trei luni mai târziu, după ce Zuhra a acceptat condițiile. În apropiere se află un parc de distracții numit FunCity. Zona include grădini extinse, curți verzi și spații de parcare pentru mii de vehicule, parte a unui plan integrat de servicii. 

## Pelerinaj
Deoarece moscheea poate fi vizitată de oameni de toate religiile, turiștii sunt prezenți în număr mare. De asemenea, moscheea promovează un islam moderat, pentru un număr mare de oameni, ceea ce este considerat o caracteristică pozitivă în lumina influenței Al-Qaeda. Femeile se roagă într-o zonă închisă, separată de sala centrală principală. Moscheea Saleh este singura moschee din Yemen unde poliția și câinii care pot adulmeca bombe sunt folosiți pentru percheziția vizitatorilor. Rugăciunile sunt difuzate prin rețeaua de televiziune națională pentru a ajunge la o audiență cât mai mare.